# Петипа, Марий Мариусович
Ма́рий Ма́риусович Петипа́ (псевдоним — Ма́рий Леони́дов; 17 января 1884 — 1 апреля 1922, Тамбов, РСФСР, СССР) — русский драматический актёр.

## Биография
Родился в 1884 году в семье знаменитого балетного танцора, впоследствии балетмейстера Мариуса Ивановича Петипа и балерины Любови Леонидовны Савицкой, дочери выдающегося русского трагика Леонида Львовича Леонидова.
Дебютировал в Одессе в сезон 1908—1909 годов под фамилией Леонидов. Обладал выдающимися артистическими способностями, писал стихи, имел абсолютный слух и хороший голос, пел целые оперы, рисовал и танцевал.
В Севастопольском театре занимал первое положение. После Первой мировой войны поступил в Тамбовский городской театр имени Луначарского и показал себя профессионалом, стал заметным явлением в жизни театра. В конце жизни написал инсценировку революционного рассказа. Умер в Тамбовском госпитале после тяжёлой болезни. Место захоронения неизвестно.